# Contea di Lianshui
La contea di Lianshui (涟水县S, Liánshuǐ XiànP) è una contea della Cina, situata nella provincia di Jiangsu e amministrata dalla prefettura di Huai'an.